# Giro di Sassonia 2006
Il Giro di Sassonia 2006, ventiduesima edizione della corsa, si svolse dal 19 al 23 luglio 2006 su un percorso di 774 km ripartiti in 5 tappe, con partenza e arrivo a Dresda. Fu vinto dal russo Vladimir Gusev della squadra Discovery Channel davanti all'italiano Lorenzo Bernucci. Il canadese Michael Barry, che si era classificato terzo, fu in seguito squalificato per uso di sostanze dopanti.

## Tappe
| Tappa  | Data      | Percorso                              | km  | Vincitore di tappa | Leader cl. generale |
| ------ | --------- | ------------------------------------- | --- | ------------------ | ------------------- |
| 1ª     | 19 luglio | Dresda > Oybin                        | 173 | Pedro Horrillo     | Pedro Horrillo      |
| 2ª     | 20 luglio | Ebersbach > Meerane                   | 229 | Danilo Hondo       | Pedro Horrillo      |
| 3ª     | 21 luglio | Chemnitz > Riesa                      | 199 | Andy Schleck       | Alexander Kolobnev  |
| 4ª     | 22 luglio | Oschatz > Oschatz (cron. individuale) | 24  | Stefan Schumacher  | Vladimir Gusev      |
| 5ª     | 23 luglio | Dresda > Dresda                       | 149 | Andy Schleck       | Vladimir Gusev      |
| Totale | Totale    | Totale                                | 774 |                    |                     |

## Dettagli delle tappe

### 1ª tappa
- 19 luglio: Dresda > Oybin – 173 km

| Pos. | Corridore          | Squadra           | Tempo    |
| ---- | ------------------ | ----------------- | -------- |
| 1    | Pedro Horrillo     | Rabobank          | 4h29'07" |
| 2    | Alexander Kolobnev | Rabobank          | a 5"     |
| 3    | Michael Barry      | Discovery Channel | s.t.     |

| Pos. | Corridore      | Squadra  | Tempo    |
| ---- | -------------- | -------- | -------- |
| 1    | Pedro Horrillo | Rabobank | 4h28'57" |

### 2ª tappa
- 20 luglio: Ebersbach > Meerane – 229 km

| Pos. | Corridore             | Squadra         | Tempo    |
| ---- | --------------------- | --------------- | -------- |
| 1    | Danilo Hondo          | Lamonta         | 5h42'58" |
| 2    | Mark Renshaw          | Crédit Agricole | s.t.     |
| 3    | Wesley Van Der Linden | Vlaanderen      | s.t.     |

| Pos. | Corridore      | Squadra  | Tempo     |
| ---- | -------------- | -------- | --------- |
| 1    | Pedro Horrillo | Rabobank | 10h12'03" |

### 3ª tappa
- 21 luglio: Chemnitz > Riesa – 199 km

| Pos. | Corridore        | Squadra      | Tempo    |
| ---- | ---------------- | ------------ | -------- |
| 1    | Andy Schleck     | CSC          | 4h53'31" |
| 2    | Marek Rutkiewicz | Intel-Action | a 3"     |
| 3    | Volodymyr Diudia | Milram       | a 14"    |

| Pos. | Corridore          | Squadra  | Tempo     |
| ---- | ------------------ | -------- | --------- |
| 1    | Alexander Kolobnev | Rabobank | 15h23'11" |

### 4ª tappa
- 22 luglio: Oschatz > Oschatz (cron. individuale) – 24 km

| Pos. | Corridore         | Squadra           | Tempo  |
| ---- | ----------------- | ----------------- | ------ |
| 1    | Stefan Schumacher | Gerolsteiner      | 29'51" |
| 2    | Vladimir Gusev    | Discovery Channel | a 5"   |
| 3    | Michael Rich      | Gerolsteiner      | s.t.   |

| Pos. | Corridore      | Squadra           | Tempo     |
| ---- | -------------- | ----------------- | --------- |
| 1    | Vladimir Gusev | Discovery Channel | 15h53'22" |

### 5ª tappa
- 23 luglio: Dresda > Dresda – 149 km

| Pos. | Corridore          | Squadra         | Tempo    |
| ---- | ------------------ | --------------- | -------- |
| 1    | Andy Schleck       | CSC             | 3h42'12" |
| 2    | Linus Gerdemann    | T-Mobile        | s.t.     |
| 3    | Francesco Bellotti | Crédit Agricole | a 25"    |

| Pos. | Corridore        | Squadra           | Tempo     |
| ---- | ---------------- | ----------------- | --------- |
| 1    | Vladimir Gusev   | Discovery Channel | 19h39'05" |
| 2    | Lorenzo Bernucci | T-Mobile          | a 45"     |
| 3    | Michael Barry    | Discovery Channel | a 59"     |

## Classifiche finali

### Classifica generale
| Pos. | Corridore          | Squadra           | Tempo     |
| ---- | ------------------ | ----------------- | --------- |
| 1    | Vladimir Gusev     | Discovery Channel | 19h39'05" |
| 2    | Lorenzo Bernucci   | T-Mobile          | a 45"     |
| 3    | Michael Barry      | Discovery Channel | a 59"     |
| 4    | Frank Høj          | Gerolsteiner      | a 1'15"   |
| 5    | Jason McCartney    | Discovery Channel | a 1'27"   |
| 6    | Tim Klinger        | Team Wiesenhof    | a 1'39"   |
| 7    | Alexander Kolobnev | Rabobank          | a 1'40"   |
| 8    | Daniel Becke       | Team Milram       | a 1'42"   |
| 9    | Dirk Müller        | Sparkasse         | a 1'44"   |
| 10   | Holger Sievers     | Team Lamonta      | s.t.      |